# Nati nel 1277
| Questa pagina contiene informazioni ricavate automaticamente dalle voci biografiche con l'ausilio del template Bio e di un bot. L'aggiornamento è periodico e automatico e ricostruisce completamente la pagina. Se manca una persona in questa lista, sei pregato di non aggiungerla, ma accertati piuttosto che la sua voce biografica contenga il template Bio e che i dati anagrafici siano correttamente compilati. Se il template Bio manca, inseriscilo tu stesso o, in alternativa, metti l'avviso {{tmp\|Bio}} che ne segnala la mancanza. Se i dati riportati sono sbagliati, correggi direttamente la voce biografica; le modifiche saranno visibili in questa lista entro pochi giorni. Per chiarimenti vedi il progetto biografie. La lista contiene solo le 6 persone che sono citate nell'enciclopedia e per le quali è stato implementato correttamente il template Bio. Pagina aggiornata al 13 gen 2025. |

- 21 gennaio - Galeazzo I Visconti, nobile italiano († 1328)
- 17 aprile - Michele IX Paleologo, imperatore bizantino († 1320)
- Marta di Danimarca, principessa danese († 1341)
- Ingeborg Magnusdotter di Svezia, regina danese († 1319)
- Sempad d'Armenia, re
- Isabella di Mar, nobile scozzese († 1296)